# 布卢松-塞里扬
布卢松-塞里扬（法語：Blousson-Sérian，法語發音：[blusɔ̃ seʁjɑ̃]）是法国热尔省的一个市镇，属于米朗德区。该市镇于1822年由原市镇布卢松（Blousson）和塞里扬（Sérian）合并而成。

## 地理
布卢松-塞里扬（43°27'35"N, 0°11'43"E）面积5.27 平方千米，位于法国奧克西塔尼大區热尔省，该省份为法国西南部内陆省份，北起顺时针与洛特-加龙省、塔恩-加龙省、上加龙省、上比利牛斯省、大西洋比利牛斯省和朗德省接壤。
与布卢松-塞里扬接壤的市镇（或旧市镇、城区）包括：卡佐维勒孔塔勒、马拉巴、蒙勒赞、里库尔、桑布埃斯、特龙桑。
布卢松-塞里扬的时区为UTC+01:00、UTC+02:00（夏令时）。

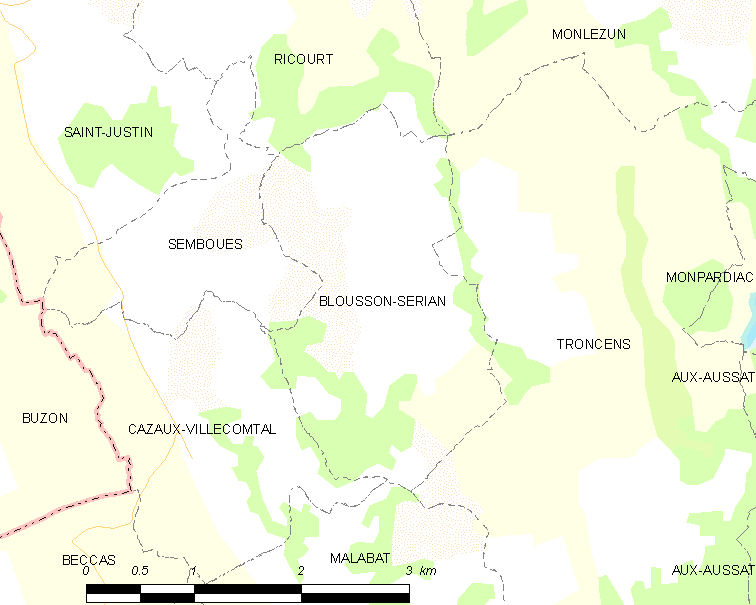
布卢松-塞里扬的OSM定位图

## 行政
布卢松-塞里扬的邮政编码为32230，INSEE市镇编码为32058。

## 政治
布卢松-塞里扬所属的省级选区为帕尔迪亚克-下河县。

## 人口

1962-2008年间布卢松-塞里扬人口变化图示

布卢松-塞里扬于2022年1月1日时的人口数量为34人。